# ديمون ميرفي
ديمون ميرفي (بالإنجليزية: Damon Murphy)‏ هو لاعب  سباعيات رغبي ‏ أسترالي، ولد في 15 ديسمبر 1984 في بريزبان في أستراليا.

## وصلات خارجية
- ديمون ميرفي على موقع سلسلة سباعيات الرغبي العالمية - رجال (الإنجليزية)
- ديمون ميرفي على موقع أوليمبيديا (الإنجليزية)
- ديمون ميرفي على موقع دورة ألعاب الكومنولث 2006 (مؤرشف) (الإنجليزية)